# أليكس تورنر
أليكس تورنر (بالإنجليزية: Alex Turner)‏ هو مخرج أمريكي، ولد في 1971 في نيويورك في الولايات المتحدة.

## وصلات خارجية
- الموقع الرسمي
- أليكس تورنر على موقع IMDb (الإنجليزية)
- أليكس تورنر على موقع ألو سيني (الفرنسية)
- أليكس تورنر على موقع أول موفي (الإنجليزية)
- أليكس تورنر على موقع قاعدة بيانات الأفلام السويدية (السويدية)
- أليكس تورنر على موقع قاعدة بيانات الفيلم (الإنجليزية)
- أليكس تورنر على موقع كينوبويسك (الروسية)